# 红棉吉他
红棉吉他 是中国大陆历史最悠久的吉他品牌之一。

## 历史
红棉吉他厂的前身广东乐器厂创建于1957年。
1960年1月24日，红棉牌吉他正式面世。

### 1960-1979
期间，红棉吉它厂完全实行计划经济体制，由于在中国大陆地区缺乏竞争，其产品曾一度占据了中国吉他市场的80％的份额。

### 1980-1999
由于改革开放，导致竞争加剧，而红棉吉他的工艺水平、生产方式、管理制度却停留在原来的水平。所以很快就被新兴品牌超越，并一度濒临倒闭。

### 1999-至今
1999年，在广州珠江钢琴集团有限公司兼并红棉吉他厂。
其后对其生产工艺进行改进，企业获得一定的竞争能力，但中国大陆地区的乐器店已经很少见到此品牌吉它。
2003年9月1日广州珠江钢琴集团公司管弦乐分公司吉他厂的“红棉”吉他荣获“广东省名牌产品”称号。

## 当前产品

### 民谣吉他

#### 全实木民谣吉他ASD系列
代表型号ASD-15、16